# 虚来城
虚来城，位于中国吉林省和龙市八家子镇，为一个省级文物保护单位，类型为古遗址，公布时间为2007年5月31日。该文物保护单位由和龙市文物管理所管理。
虚来城的历史年代为。